# Пик-Форест
Пик-Форест (англ. Peak Forest Canal) — канал на севере Англии, входит в Чеширское кольцо каналов. Общая длина канала 22,5 км (14 миль), он состоит из двух одноуровневых частей, называемых Аппер-Пик-Форест и Лоуэр-Пик-Форест, разделённых 16 шлюзами в Марпл.

## История
Строительство канала разрешил акт парламента в 1794 году. Назначение канала — вывоз добываемого известняка из Дов-Холс. Каменоломни находились на высоте 300 метров, а канал начинался ниже, в Баксворте (Дербишир), к которому была проложена линия Пик-Форестского трамвая. Вагонетки с известняком под действием силы тяжести опускались к пруду, с которого начинался канал. Обратно пустые вагонетки поднимали лошади.
С появлением железных дорог перевозки по каналу стали падать, и в 1920-е годы трамвай и верхняя часть канала были закрыты. К началу 1960-х годов нижняя часть канала и шлюзы также были заброшены.
В конце 1960-х — начале 1970-х годов Общество канала Пик-Форест и Ассоциация внутренних водных путей провели кампанию за восстановление каналов Пик-Форест и Эштон, и они вновь открылись 1 апреля 1974 года.